# Kreuzstein bei Hausen

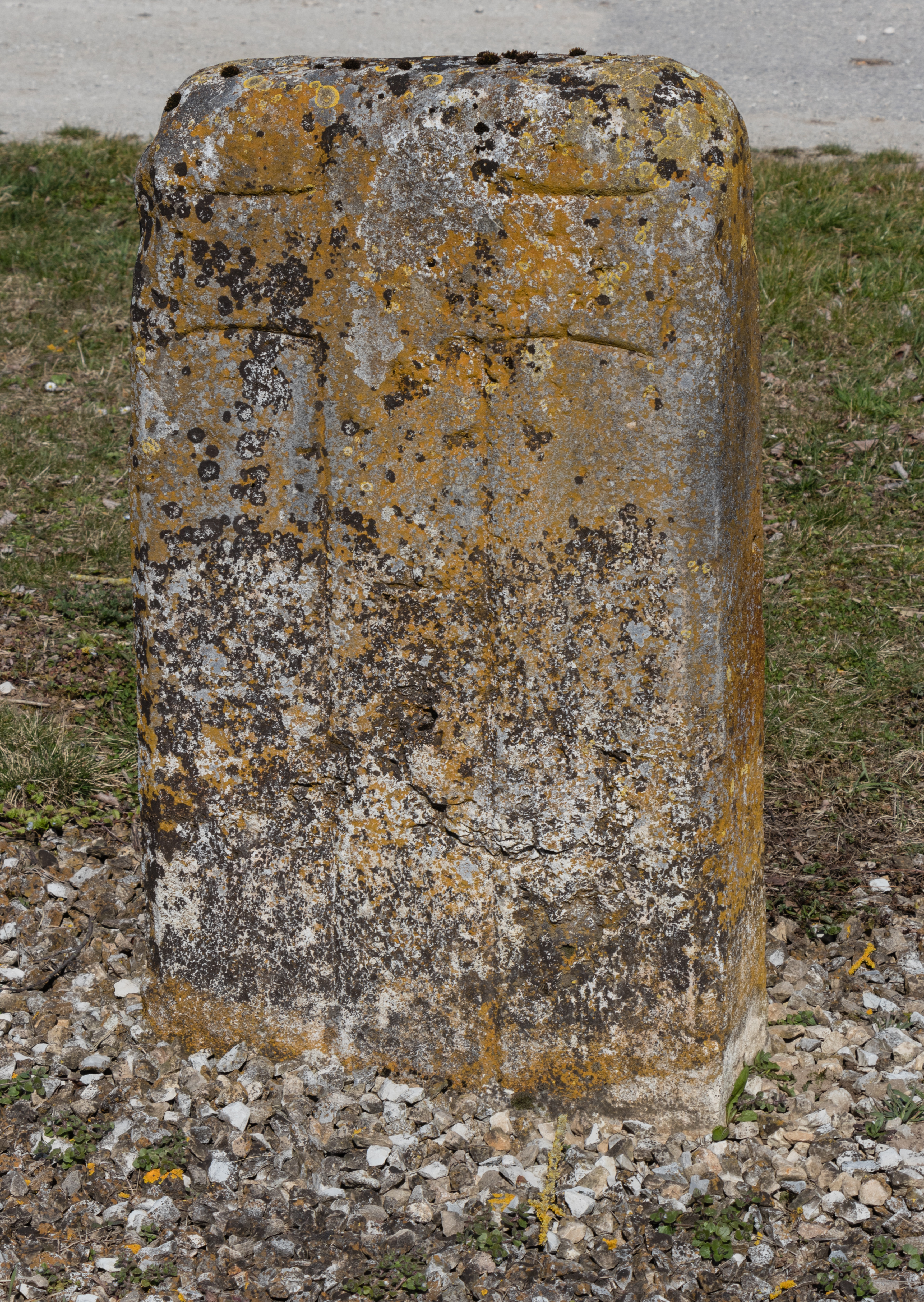
Kreuzstein bei Hausen

Der Kreuzstein bei Hausen ist ein historisches Flurdenkmal bei Hausen, einem Gemeindeteil des mittelfränkischen Stadt Greding in Bayern.

## Lage
Der Stein steht etwa 500 Meter nordöstlich von Hausen in einem Grünstreifen, östlich der Abzweigung der Staatsstraße 2227 nach Hausen.

## Beschreibung

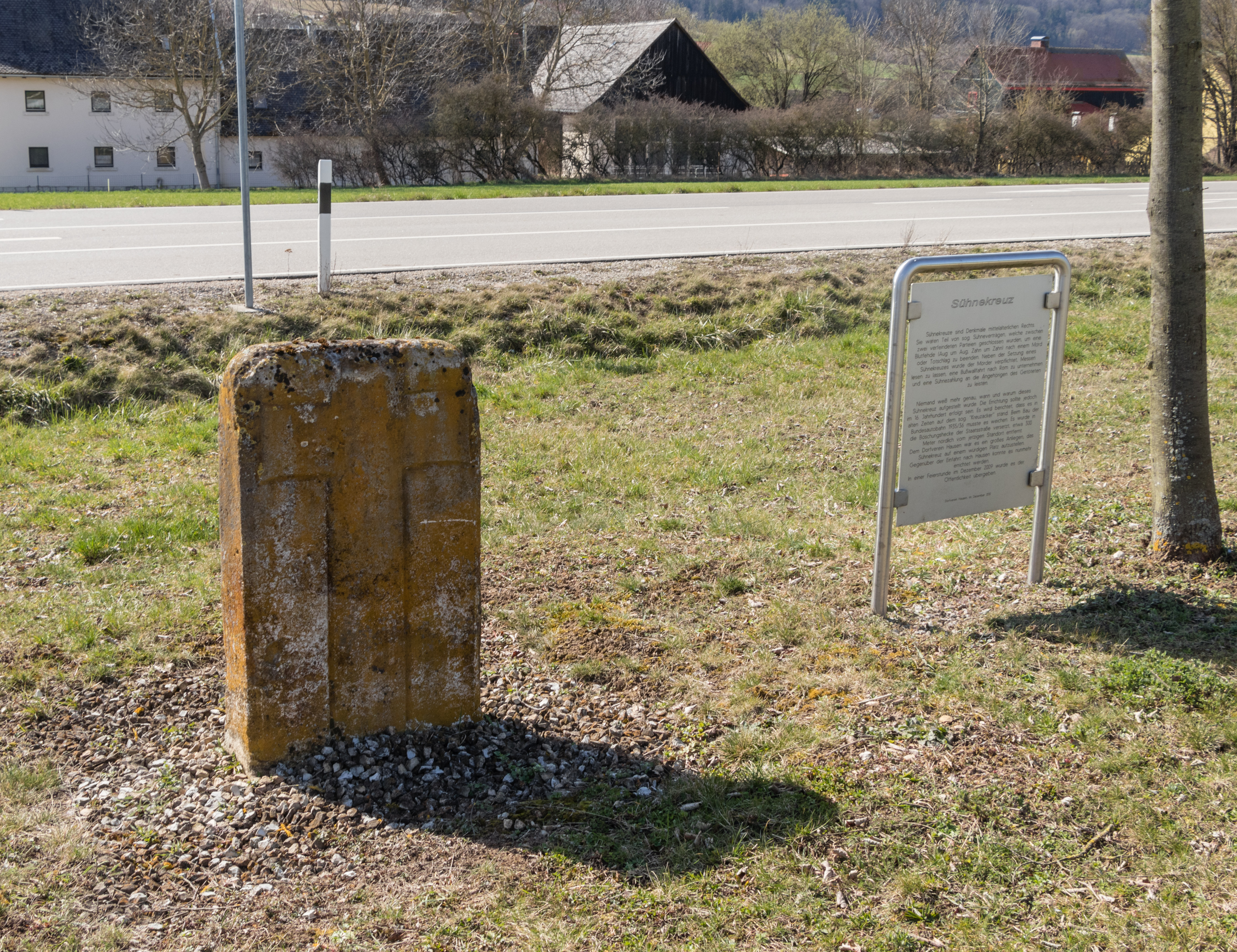
Standort

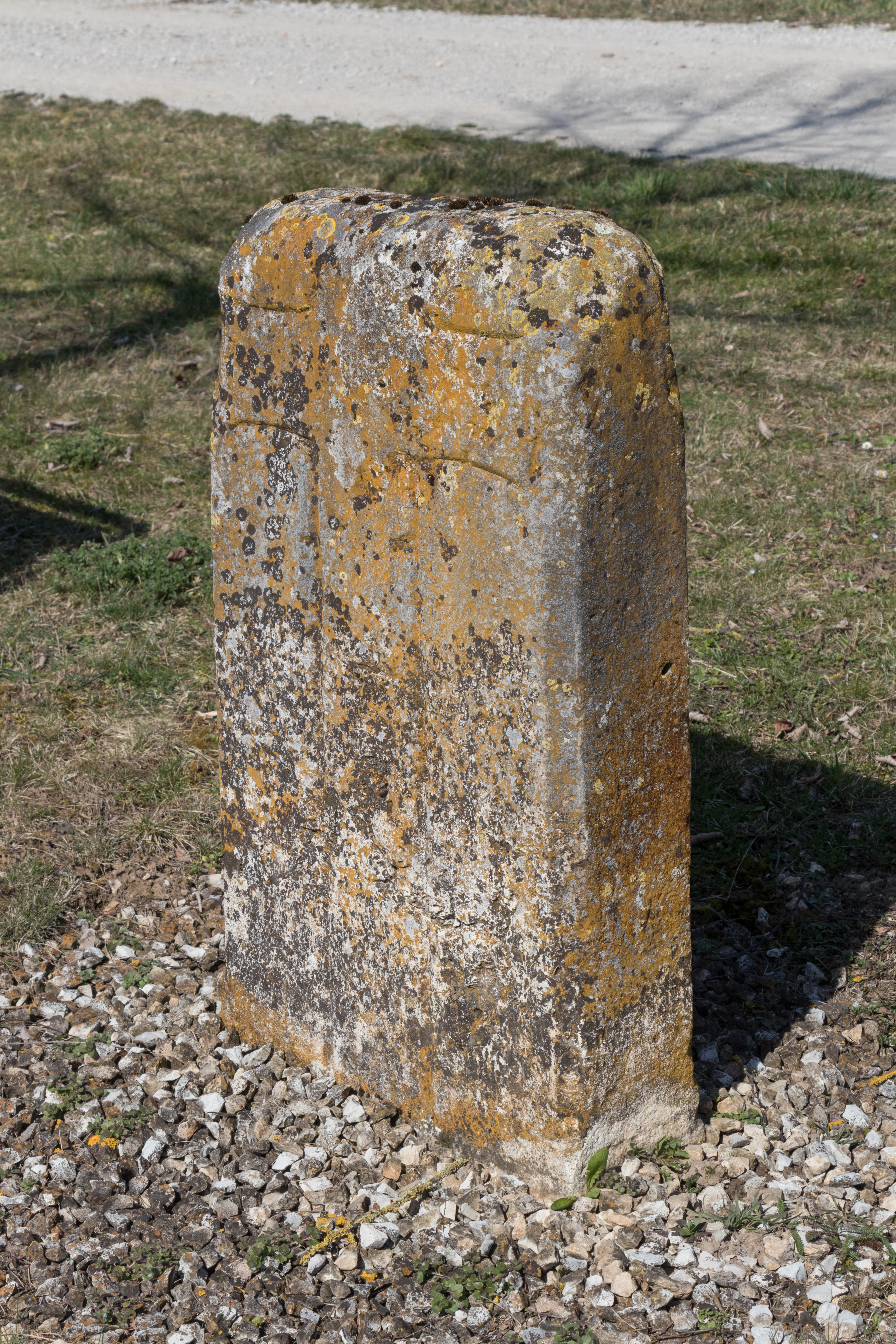
Die Rückseite

Der Kreuzstein besteht aus Sandstein, ist mäßig verwittert und hat die Abmessungen 87 × 54 × 17 cm. Beidseitig ist ein reliefartiges, lateinisches Kreuz eingearbeitet. Das Kleindenkmal wurde mehrfach versetzt und steht seit 2009 an seinem heutigen Standort. Vor Ort wurde 2010 vom Dorfverein Hausen eine Infotafel aufgestellt.
Deren Text lautet:
Sühnekreuze sind  Denkmale mittelalterlichen Rechts. Sie waren Teil von sog. Sühneverträgen, welche zwischen zwei verfeindeten Parteien geschlossen wurden, um eine Blutfehde (Aug um Aug, Zahn um Zahn) nach einem Mord oder Totschlag zu beenden. Neben der Setzung eines Sühnekreuzes wurde der Mörder verpflichtet, Messen lesen zu lassen, eine Bußwallfahrt nach Rom zu unternehmen und eine Sühnezahlung an die Angehörigen des Getöteten zu leisten. Niemand weiß mehr genau, wann und warum dieses Sühnekreuz aufgestellt wurde. Die Errichtung sollte jedoch im 16. Jahrhundert erfolgt sein. Es wird berichtet, dass es in alten Zeiten auf dem sog. „Kreuzacker“ stand. Beim Bau der Bundesautobahn 1935/36 musste es weichen. Es wurde in die Böschungshecke der Staatsstraße versetzt, etwa 300 Meter nördlich  vom jetzigen Standort entfernt. Dem Dorfverein Hausen war es ein großes Anliegen, das Sühnekreuz auf einem würdigen Platz aufzustellen. Gegenüber der Einfahrt nach Hausen konnte es nunmehr errichtet werden.In einer Feierstunde im Jahre 2009 wurde es der Öffentlichkeit übergeben. Dorfverein Hausen, im Dezember 2010

## Geschichte
Bei dem Kreuzstein handelt es sich wohl um ein zeittypisches Unfallkreuz oder Sühnekreuz. Er wurde mutmaßlich im 16. Jahrhundert aufgestellt. Über den genauen Zeitpunkt und den Grund der Aufstellung sowie Sagen zu dem Kreuz ist nichts bekannt. Es wird berichtet, dass der Stein früher im Schwarzachtal auf den sogenannten Kreuzäckern stand. Beim Bau der Reichsautobahn 1935/36 musste es versetzt werden. Es stand nun an einer Böschung etwa 300 Meter nördlicher an der Staatsstraße St 2227 Hausen – Günzenhofen. Im Dezember 2009 hat der Dorfverein Hausen den Kreuzstein an seinem heutigen Standort aufgestellt.